# Съпруга
Съпруга се нарича партньорката в действащ брачен съюз. Терминът се прилага и за жена, която се е разделила с партньора си, а престава да се прилага, когато бракът ѝ е приключил след законово признат развод или смъртта на съпруга. При смъртта на партньора си съпругата се нарича вдовица, но не и след като се разведе с партньора си.
Правата и задълженията на съпругата по отношение на партньора и статута ѝ в общността и пред закона варират в различните култури и с течение на времето. В много култури обикновено се очаква след брак жената да вземе фамилията на съпруга си, макар че това не е универсално.
Омъжената жена може да посочи своя семеен статус по няколко начина: в западната култура омъжената жена обикновено носи брачна халка, но в други култури могат да се използват други маркери за семейно положение. На омъжената жена обикновено се дава официалното обръщение „госпожа“, но някои омъжени жени предпочитат да бъдат наричани „госпожица“, което се използва по предпочитание или когато семейното положение на жената е неизвестно.

## Етимология
Думите „съпруг“ и „съпруга“ (в някои източници от Възраждането се използва и формата „съпружница“) в съвременното им значение – съответно на мъж и жена, които са партньори в брак, – са възприети в българския език от руския през Възраждането. Преди това думата „съпруг“ се използва предимно за един от двата вола в общ впряг. В старобългарския  има значение на впрягане, свързване, връзка и произлиза от праславянското *sᶐprᶐgъ, сродно с глаголите „впрягам“ и „спрягам“.

## Галерия
- Цар Соломон и три от многото му съпруги
- Хубавата Елена – съпруга на Менелай
- Съпруг и съпруга от Южна Корея, ок. 1904 г.